# 5058 Tarrega
5058 Tarrega è un asteroide della fascia principale. Scoperto nel 1987, presenta un'orbita caratterizzata da un semiasse maggiore pari a 2,2545960 UA e da un'eccentricità di 0,2320033, inclinata di 7,17783° rispetto all'eclittica.